# Partido Popular de Ávila
El Partido Popular de Ávila (también conocido como PP de Ávila) es la delegación abulense del Partido Popular.